# Mosquée de la Reine Arwa
 (février 2024).
La mise en forme du texte ne suit pas les recommandations de Wikipédia : il faut le « wikifier ».
Les points d'amélioration suivants sont les cas les plus fréquents. Le détail des points à revoir est peut-être précisé sur la page de discussion.
- Les titres sont pré-formatés par le logiciel. Ils ne sont ni en capitales, ni en gras.
- Le texte ne doit pas être écrit en capitales (les noms de famille non plus), ni en gras, ni en italique, ni en « petit »…
- Le gras n'est utilisé que pour surligner le titre de l'article dans l'introduction, une seule fois.
- L'italique est rarement utilisé : mots en langue étrangère, titres d'œuvres, noms de bateaux, etc.
- Les citations ne sont pas en italique mais en corps de texte normal. Elles sont entourées par des guillemets français : « et ».
- Les listes à puces sont à éviter, des paragraphes rédigés étant largement préférés. Les tableaux sont à réserver à la présentation de données structurées (résultats, etc.).
- Les appels de note de bas de page (petits chiffres en exposant, introduits par l'outil «  Source ») sont à placer entre la fin de phrase et le point final[comme ça].
- Les liens internes (vers d'autres articles de Wikipédia) sont à choisir avec parcimonie. Créez des liens vers des articles approfondissant le sujet. Les termes génériques sans rapport avec le sujet sont à éviter, ainsi que les répétitions de liens vers un même terme.
- Les liens externes sont à placer uniquement dans une section « Liens externes », à la fin de l'article. Ces liens sont à choisir avec parcimonie suivant les règles définies. Si un lien sert de source à l'article, son insertion dans le texte est à faire par les notes de bas de page.
- La présentation des références doit suivre les conventions bibliographiques. Il est recommandé d'utiliser les modèles {{Ouvrage}}, {{Chapitre}}, {{Article}}, {{Lien web}} et/ou {{Bibliographie}}. Le mode d'édition visuel peut mettre en forme automatiquement les références.
- Insérer une infobox (cadre d'informations à droite) n'est pas obligatoire pour parachever la mise en page.

Pour une aide détaillée, merci de consulter Aide:Wikification.
Si vous pensez que ces points ont été résolus, vous pouvez retirer ce bandeau et améliorer la mise en forme d'un autre article.
La mosquée de la reine Arwa (arabe : مَسْجِد ٱلْمَلِكَة أَرْوَى بِنْت أَحْمَد ٱلصُّلَيْحِي (Masjid Al-Malikah Arwā bint Aḥmad Aṣ-Ṣulayḥī))), est une mosquée historique située à Jibla au Yémen. Elle est construite entre 1056 et 1111 par la reine Arwa et abrite son tombeau qui deviendra plus tard un lieu de pèlerinage. Elle conserve son importance en tant que l’une des plus anciennes mosquées yéménites. Elle est également connue sous le nom de mosquée Hurrat-ul-Malikah, car la reine était souvent appelée Al-Malika Al-Hurra, ce qui signifie « La Noble Reine ».

## Histoire
La construction de la mosquée est attribuée à la reine Arwa bint Ahmad al-Sulayhi, qui a dirigé l'État Sulayhide au Yémen entre 1085 et 1138. Lorsque la reine Arwa s'installe dans la ville de Jibla en 1087, elle ordonne la conversion de Dar Al-'Ezz (arabe : دَار ٱلْعِزّ) en mosquée. La mosquée conserve encore ses éléments architecturaux et décoratifs d'époque qui montrent l'étendue de l'influence de l'architecture fatimide.

## Architecture
Le complexe est rectangulaire avec une cour ouverte (17.80 m) au milieu, entouré de quatre couloirs. Le mur de la qiblah est situé dans le couloir nord. La zone de la qiblah est accessible par cinq entrées du côté sud. Il se compose de quatre rangées de hautes colonnes, certaines de forme octogonale et d'autres de forme rectangulaire. La toiture est directement recouverte par le plafond et la salle est recouverte de poutres en bois datant du XIe siècle, dont certaines ont été rénovées en 1358. Le couloir sud se compose d'un mur sud avec deux entrées. Le couloir oriental se compose de deux piliers à colonnes pointues. Du côté sud du couloir ouest se trouve une salle actuellement utilisée comme madrasa pour la mémorisation du Coran[réf. nécessaire].

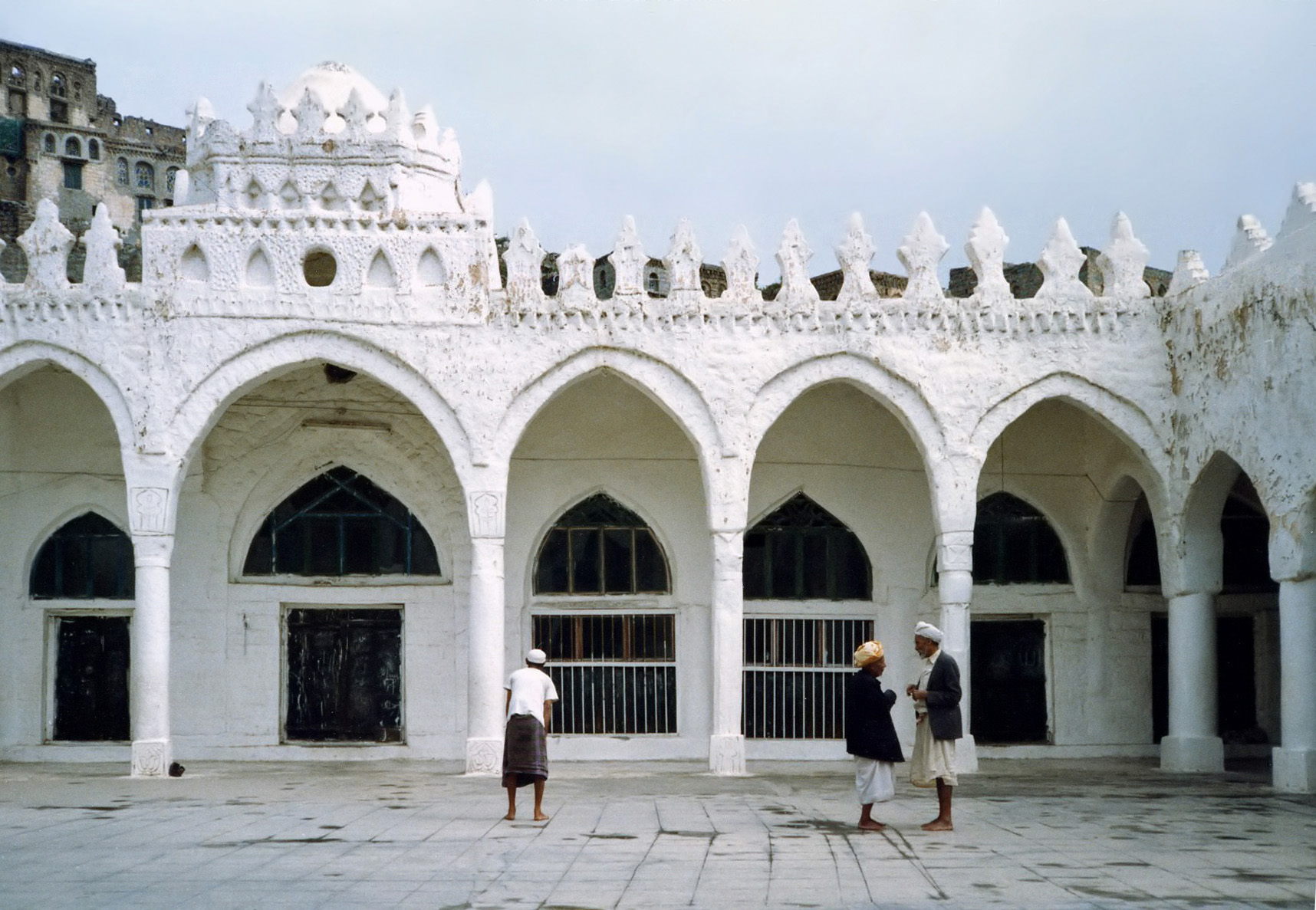
Cour intérieure
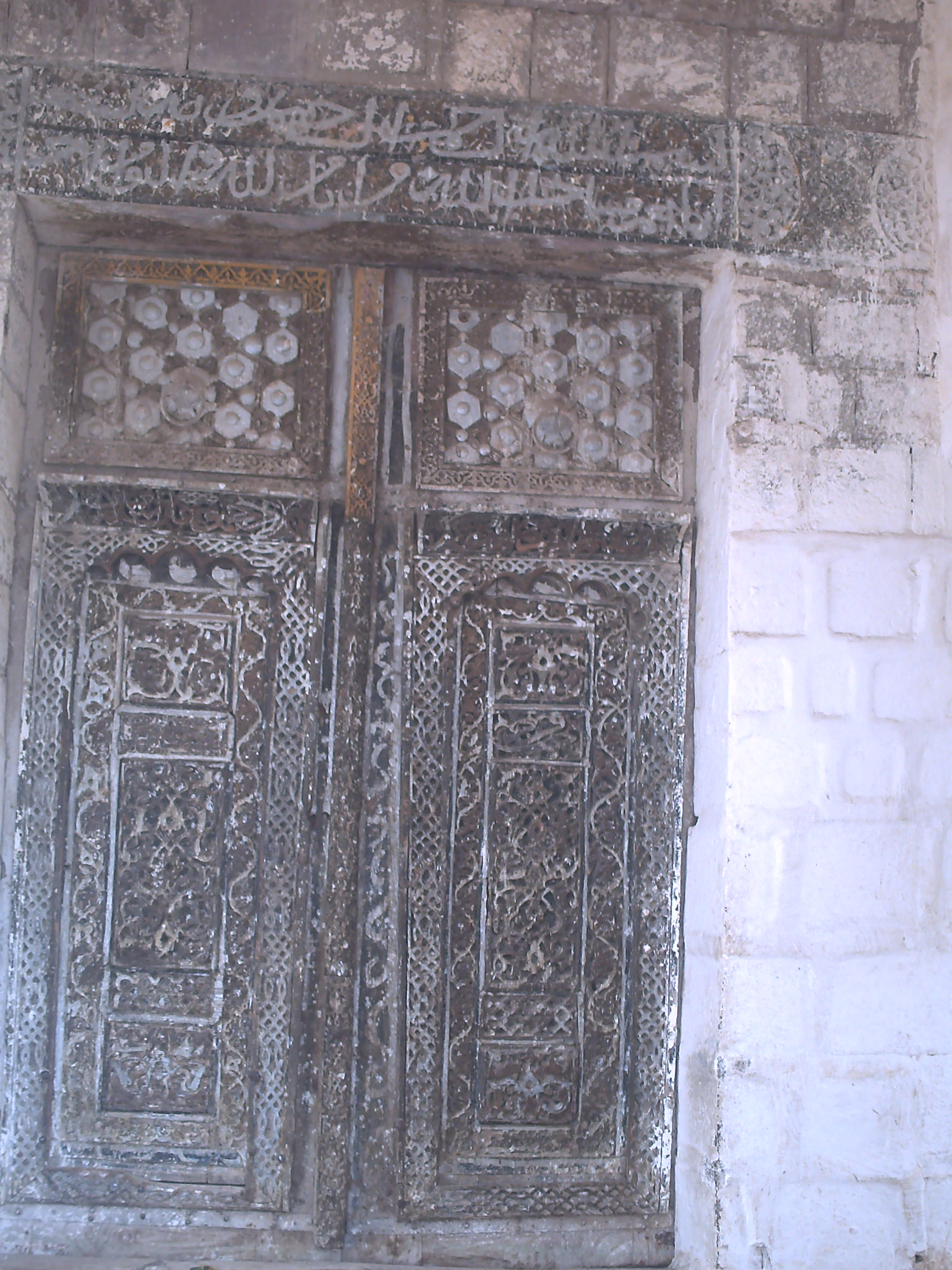
Entrée historique sculptée
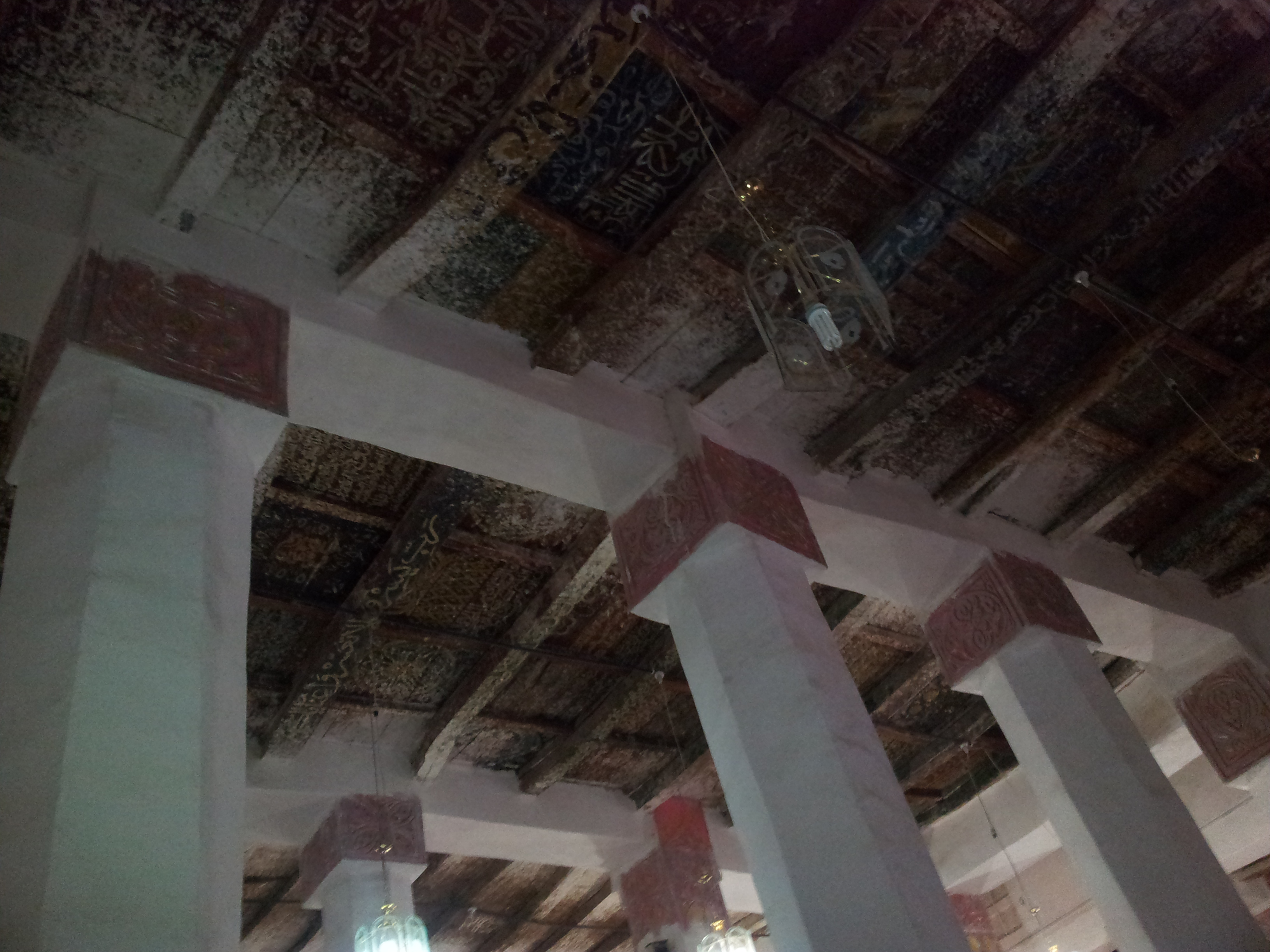
Plafond boisé

### Mihrab

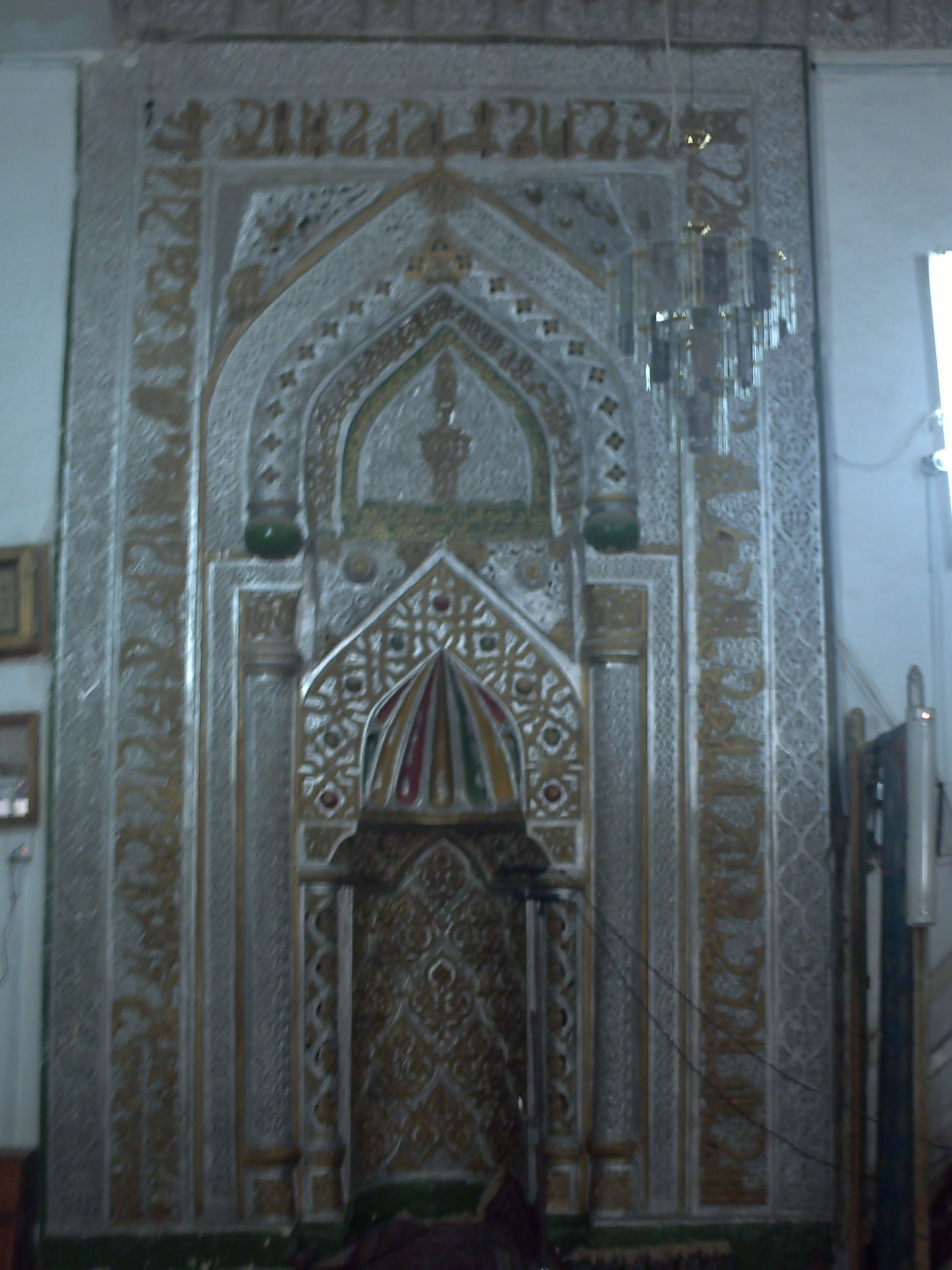
Mihrab

Le mihrab est situé au milieu du mur de la qiblah au niveau du couloir nord. C'est une simple cavité d'environ 85 cm de profondeur, et surmonté d'une dentelle effilée sur deux arceaux aux motifs floraux et géométriques. Le mihrab est entouré d'inscriptions coufiques qui se lisent comme suit : « Au nom de Dieu le Tout Miséricordieux le Très Miséricordieux, j'accepte votre Seigneur et je sois parmi les adorateurs et non parmi les ignorants et j'adore votre Seigneur jusqu'à ce que vous vienne la certitude. (mort)", et décoration de niche de l'intérieur et variété de décorations végétales qui comprennent des feuilles de vigne. Sur le côté du mihrab se trouve une inscription écrite en coufique d'après la sourate At-Taubah 18. Le mihrab est peint avec de la peinture chimique moderne.

### Minarets
La mosquée possède deux minarets, l'un situé au sud-est et l'autre au sud-ouest. Le minaret oriental est constitué d'un haut corps carré en pierre à seize nervures.

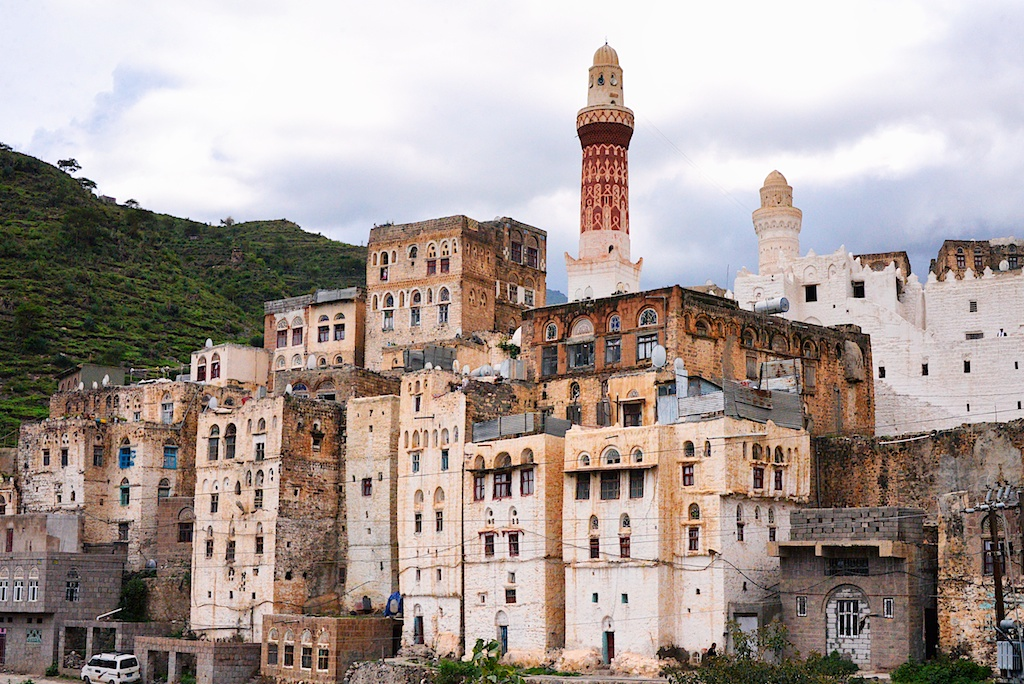
Les deux minarets de la mosquée, vus d'en bas
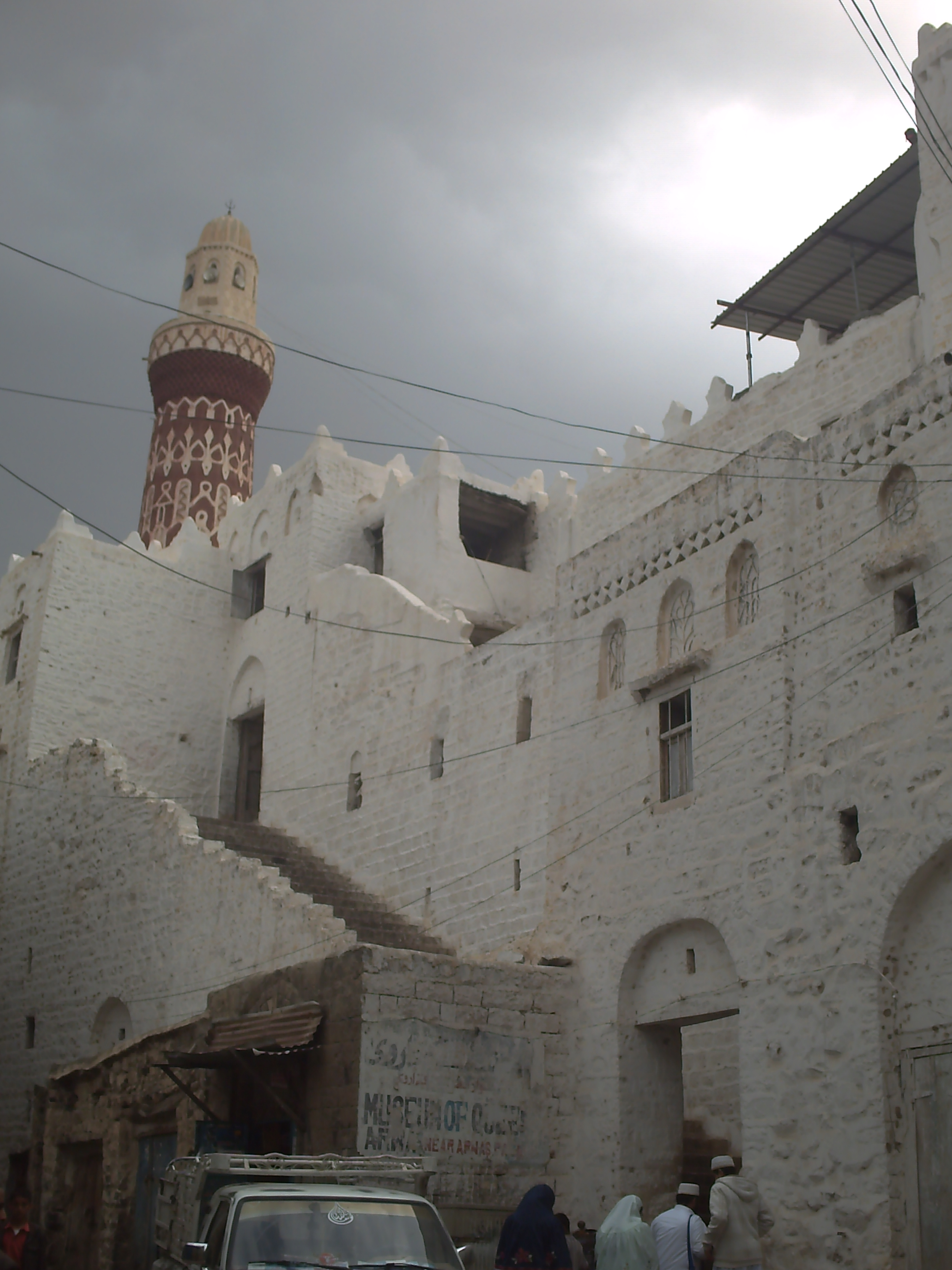
Vue depuis l'entrée, janvier 1970
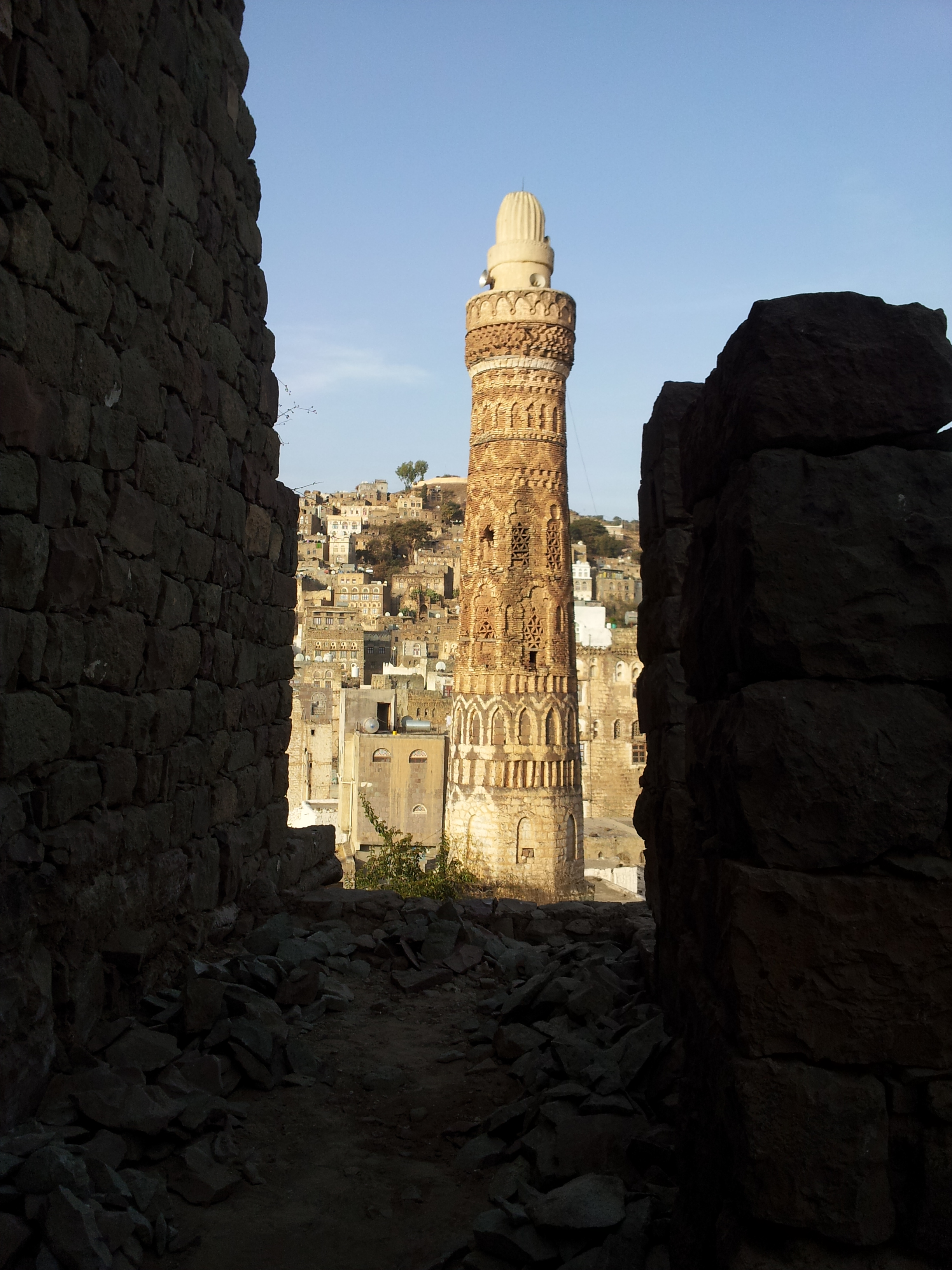
Vu du Palais de la Reine Arwa

## Mausolée de la Reine
Le mausolée est construit sur ordre de la reine et est située à l’angle nord-ouest de la mosquée. L'emplacement de sa tombe est séparé du bâtiment de la mosquée, comme elle l'a mentionné dans son testament et raconté par des témoins oculaires et des juges. La façade du mausolée est ornée d'éléments architecturaux, sous forme de niches creuses dans le mur oriental. Sur quatre entrées, il y en a deux au sud qui ont une largeur de 60 cm, une hauteur de 1,60 m et profondeur de 10 cm . La ligne coufique est gravée d'un motif floral coufique proéminent et d'écritures bibliques sur la façade.

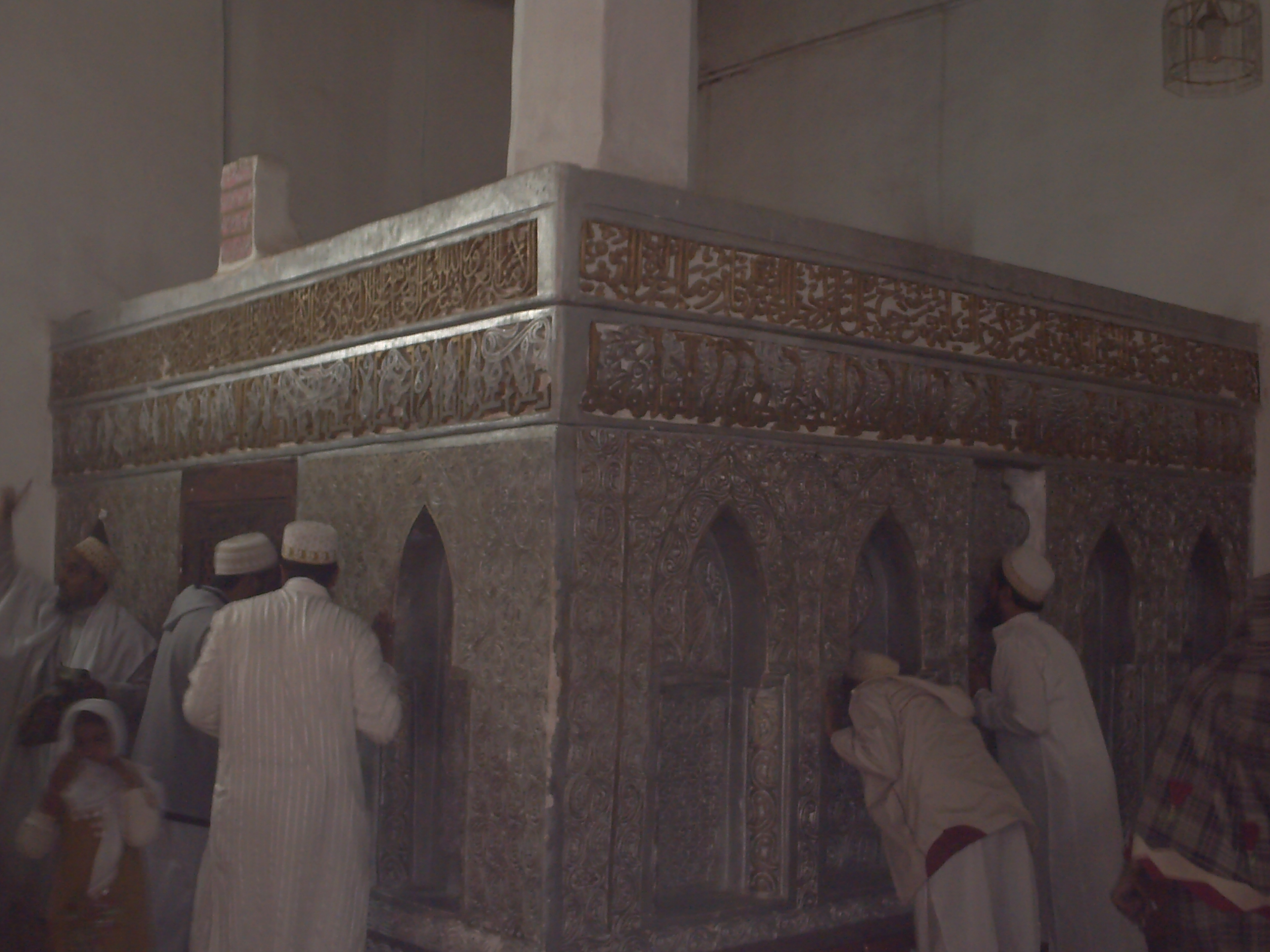
Mausolée de la Reine à l'intérieur de la mosquée
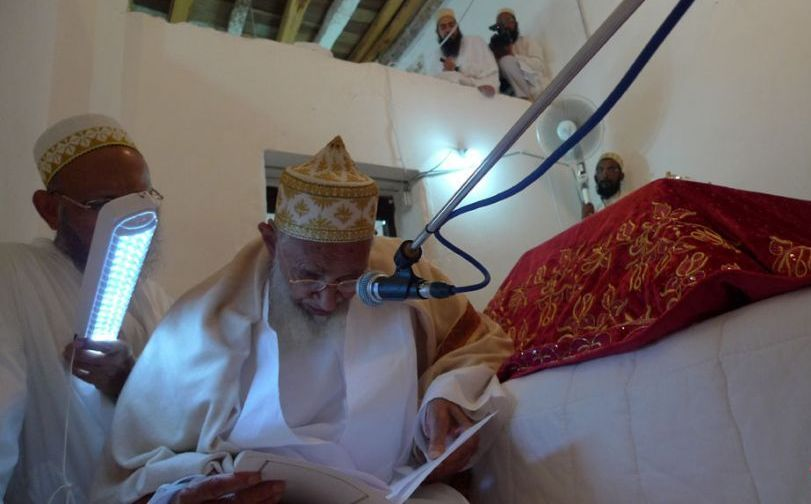
Le tombeau de la Reine

## Galerie

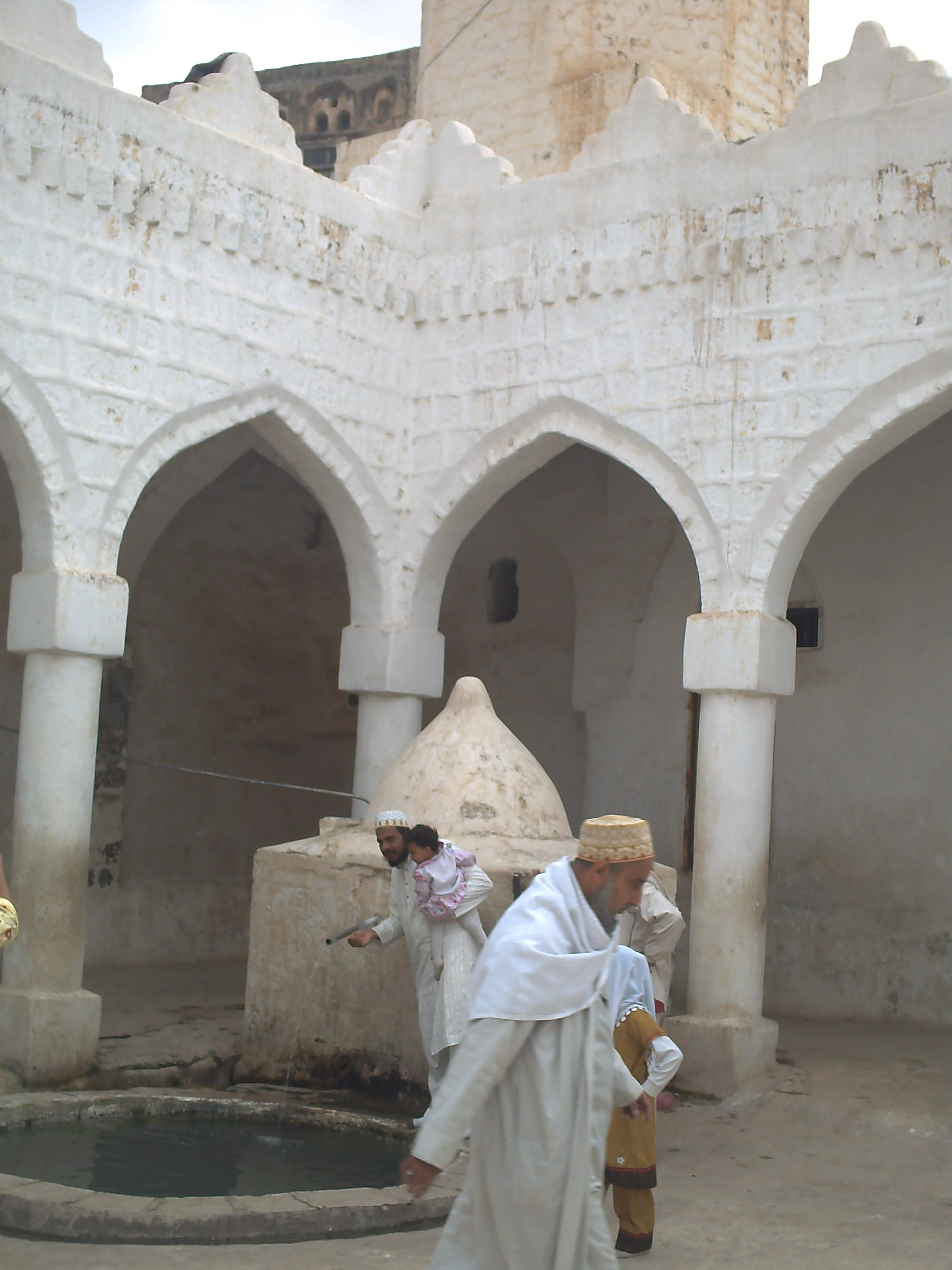
Eau courante continue à la mosquée
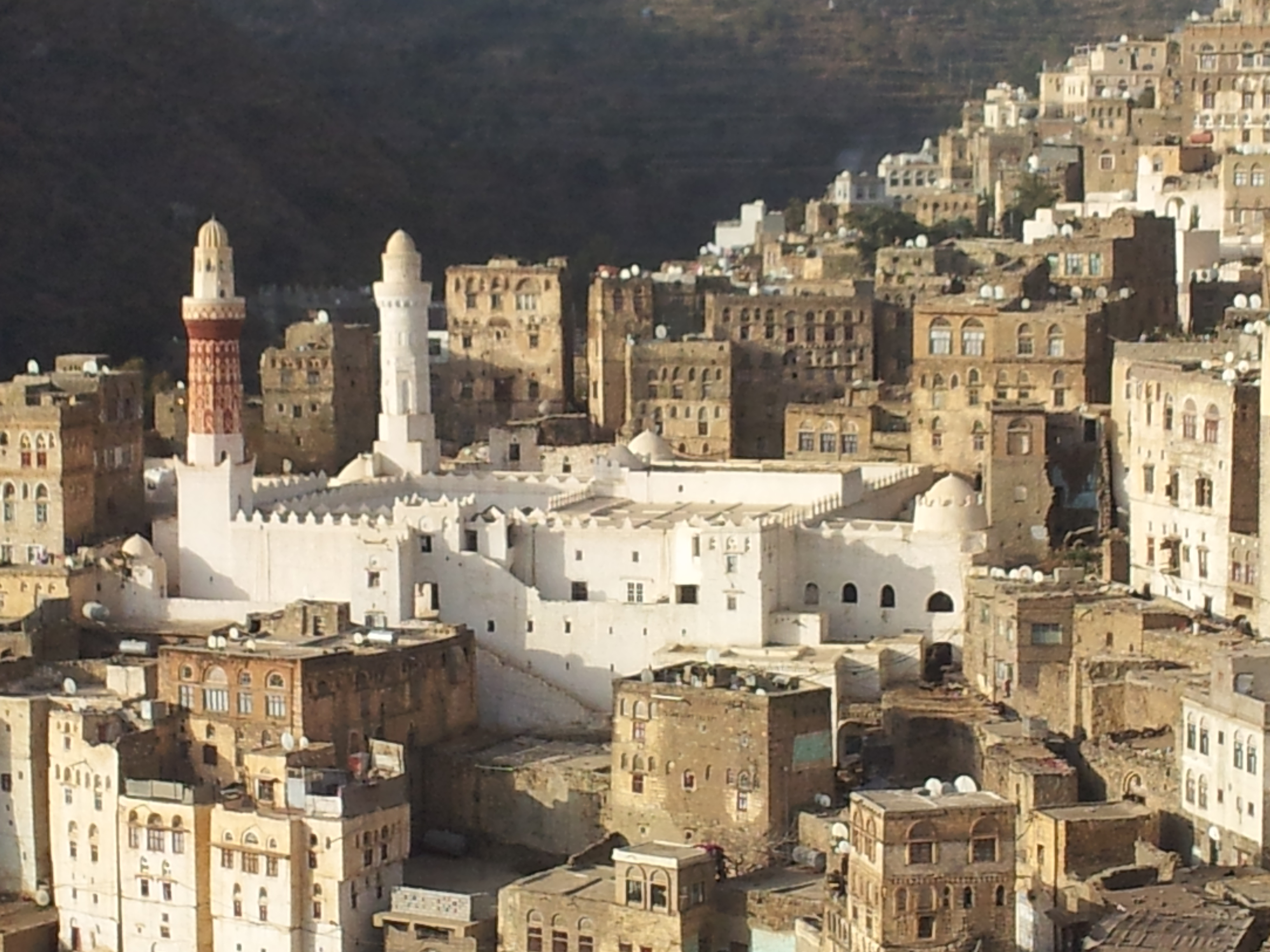
Vue de la mosquée, nichée dans les bâtiments de Jibla et les pentes des montagnes de Sarat, vue depuis le palais
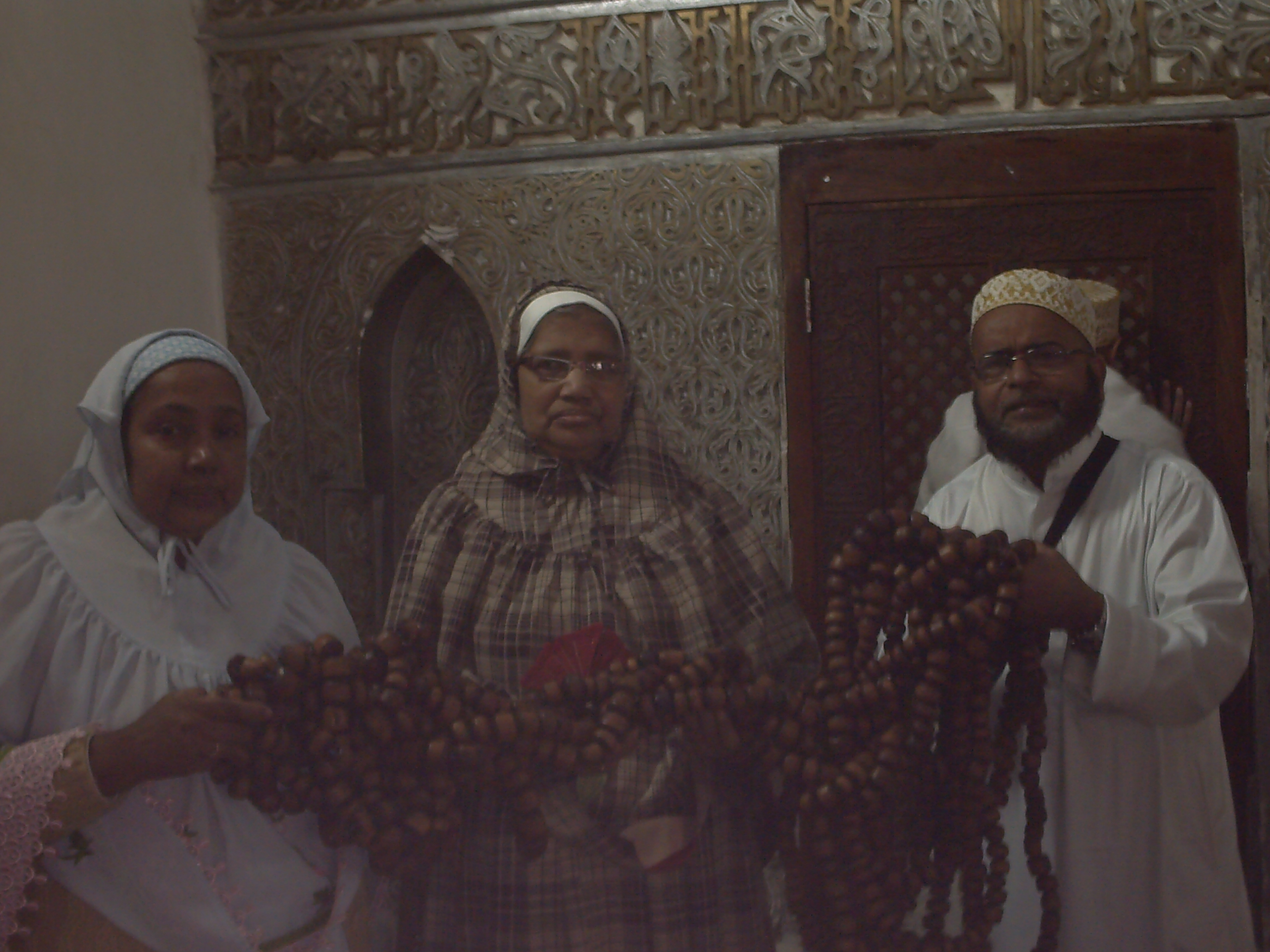
Tasbih en bois de Hurrat-ul-Malaika
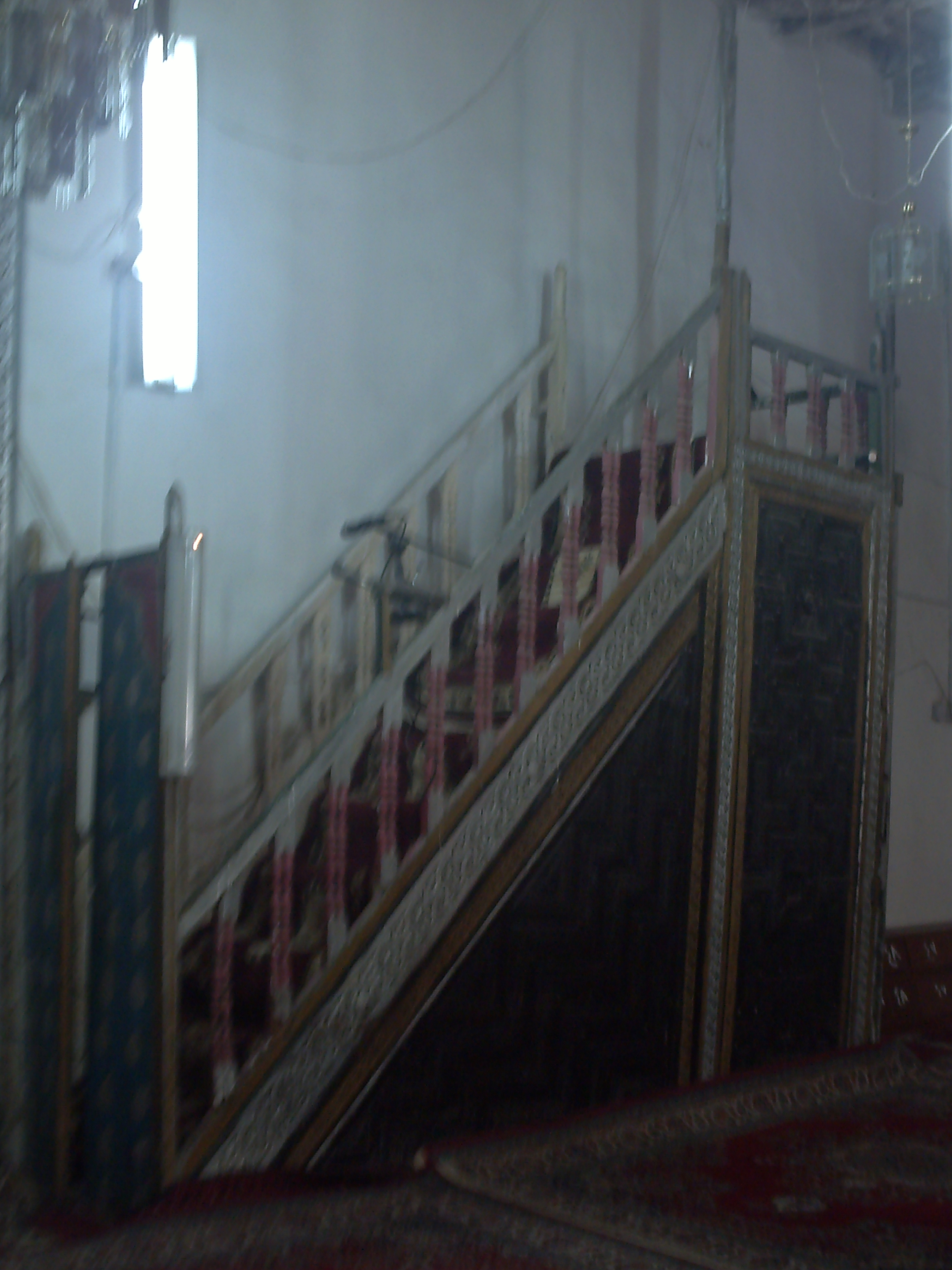
Minbar